# Tiger trắng
Tiger trắng hay Bạch hổ (tựa tiếng Nga: Белый тигр, tựa tiếng Anh: White Tiger) là một bộ phim điện ảnh Nga của đạo diễn Karen Shakhnazarov, khai thác đề tài cuộc Chiến tranh Vệ quốc vĩ đại, ra mắt năm 2012.

## Nội dung
Trong những năm cuối cùng của Thế chiến thứ hai, khi mà ở chiến trường Xô-Đức, Hồng Quân Liên Xô tấn công với sức áp đảo không thể ngăn nổi. Bỗng nhiên, trên mặt trận xuất hiện một chiếc xe tăng Tiger I màu trắng của Đức Quốc Xã bất khả xâm phạm, thường bất ngờ xuất hiện, tiêu diệt rất nhiều thiết giáp của Hồng quân rồi biến mất. Cả hai phía không thể xác nhận cũng không thể phủ nhận sự tồn tại của nó. Mặc dù vậy, Nguyên soái Georgi Konstantinovich Zhukov vẫn ra lệnh thành lập một tổ tăng T-34-85 tìm cách săn lùng và tiêu diệt chiếc xe tăng ma quái đó.
Tổ tăng gồm những chiến sĩ đặc biệt, mà đáng chú ý nhất là người trưởng xe tên Ivan Naydenov, vốn có một số phận không bình thường. Anh gần như hoàn toàn bị thiêu cháy trong một trận đánh trước đó, khi mà tất cả đơn vị của anh không còn ai sống sót. Anh phục hồi một cách kỳ diệu và trở lại chiến đấu, nhưng lại không nhớ gì về quá khứ. Bù lại, anh có một khả năng đặc biệt là có thể hiểu được "linh hồn" của xe tăng. Ngoài ra, anh cũng có một ý chí sắt đá, quyết tâm tiêu diệt chiếc xe tăng Đức, mà theo anh, đó chính là hiện thân của chiến tranh, tàn khốc và máu lửa.
Tuy phim dựa trên nhiều sự kiện lịch sử có thật, cũng như xuất hiện nhiều nhân vật lịch sử như Georgi Konstantinovich Zhukov, Adolf Hitler, Wilhelm Keitel... đạo diễn đồng thời thêm vào các yếu tố kể chuyện thần bí, đưa vào những triết lý về chiến tranh như là một cuộc đấu tranh đời đời giữa thiện và ác.
Naydenov giấu chiếc xe tăng của anh dưới đường mương giữa rừng và sử dụng chiếc T-34 khác dụ chiếc Tiger trắng vào nơi phục kích. Ở phía bìa rừng, chiếc Tiger trắng xuất hiện và khai hỏa. Kế hoạch của Naydenov thất bại, chiếc T-34 kia bị bắn nổ và chiếc tăng của anh cũng hỏng vì bị bắn từ phía sau. Chiếc Tiger trắng sau đó rút lui vào rừng. Tổ tăng của Naydenov không hiểu tại sao nó không tiêu diệt họ khi nó ở phía sau họ với cự ly gần như vậy.
Một sĩ quan Đức bị bắt giữ tiết lộ rằng ông chưa bao giờ nhận được báo cáo hay tài liệu nào về sự tồn tại của chiếc Tiger trắng, và chiếc tăng tử thần đó gây ra nhiều sợ hãi hơn là hi vọng trong quân đội Đức. Trong trận đánh tiếp theo, một loạt xe tăng Liên Xô hoàn toàn bị tiêu diệt bởi chiếc Tiger trắng. Lần này nó nạp đạn nhanh hơn, bắn nhanh hơn và chính xác hơn bất cứ tổ tăng nào. Khi nó rút lui, Naydenov liền đuổi theo nó đến một ngôi làng bỏ hoang. Sau khi tiêu diệt một chiếc xe tăng Panzer IV đang lẩn trốn, tổ tăng đối đầu với chiếc Tiger. Trong lúc giao chiến, tháp pháo của chiếc Tiger bị hỏng, nhưng nó chạy thoát thành công vì nòng pháo xe tăng của Naydenov bị nổ giữa chừng. Sau lần đó không còn thấy chiếc Tiger trắng xuất hiện nữa.
Tháng 5 năm 1945, sau Chiến dịch Berlin và sự đầu hàng của Đức Quốc Xã, người sĩ quan tình báo gặp Naydenov tại cánh đồng để thuyết phục anh trở về nhà, nói rằng chiến tranh đã kết thúc. Tuy nhiên Naydenov không đồng ý, anh trả lời rằng chiến tranh chưa kết thúc thật sự đến khi nào chiếc Tiger trắng bị tiêu diệt. Anh tin rằng nó đang lẩn trốn đâu đó và đang phục hồi sau cuộc đối đầu lần trước. Anh khẳng định nó sẽ còn trở lại trong nhiều thập kỷ nữa trừ khi nó bị tiêu diệt hoàn toàn.

## Diễn viên
- Alekxei Vertkov... Ivan Naydenov
- Vitaliy Kishchenko... Thiếu tá Fedotov
- Valery Grishko... Nguyên soái Georgi Konstantinovich Zhukov
- Dmitri Bykovsky... Thượng tướng Smirnov
- Gerasim Arkhipov... Đại úy Sharipov
- Vladimir Ilin... Trưởng trạm xá
- Aleksandr Vakhov... Kryuk
- Karl Kranzkowski... Adolf Hitler
- Christian Redl... Thống chế Wilhelm Keitel
- Vilmar Bieri... Đô đốc Hans-Georg von Friedeburg
- Klaus Grünberg... Đại tướng Hans-Jürgen Stumpff
- Dmitri Kaljazin... Moryachok
- Andrey Myasnikov... Tướng quân
- Leonid Orlov... Plennyy Nemets
- Vitaliy Dordzhiev... Berdyev

## Chuyện bên lề
- Phim được quay trong vòng 6 tháng, từ tháng 5 đến tháng 11 năm 2011. Các cảnh quay được thực hiện ở nhiều nơi, đặc biệt là phân cảnh ở ngôi làng diễn ra cuộc đối đầu giữa hai xe tăng, phân cảnh ở một thành phố đổ nát tại châu Âu được đoàn làm phim tạo dựng hoàn toàn và phân cảnh nơi diễn ra lễ ký văn kiện đầu hàng.
- Chiếc Tiger I trong phim được đoàn làm phim chế tạo mô hình theo tỷ lệ hình dáng 1:1 với một động cơ diesel máy kéo, cho phép nó đạt tốc độ 38 km/h tương tự như bản gốc, và một khẩu súng giả với một thiết bị mô phỏng bắn, với hình dáng giống hệt súng 8,8 cm KwK 36 của Đức, được trang bị trên xe tăng Tiger thật.
- Các mô hình xe tăng khác trong phim đều do các xe tăng T-54 và IS-3 đóng giả.
- Toàn bộ khâu hậu kỳ của phim được hãng Mosfilm thực hiện trong vòng 4 tháng, từ tháng 11 năm 2011 đến tháng 3 năm 2012, bao gồm cả việc xử lý kỹ xảo đồ họa và âm thanh.